# Nebamon (sculpteur)
 (signalé en mai 2025).
Si vous disposez d'ouvrages ou d'articles de référence ou si vous connaissez des sites web de qualité traitant du thème abordé ici, merci de compléter l'article en donnant les références utiles à sa vérifiabilité et en les liant à la section « Notes et références ».
- Archive Wikiwix
- Bing
- Cairn
- DuckDuckGo
- E. Universalis
- Gallica
- Google
- G. Books
- G. News
- G. Scholar
- Persée
- Qwant
- (zh) Baidu
- (ru) Yandex
- (wd) trouver des œuvres sur Wikidata

Pour les articles homonymes, voir Nebamon.
Nebamon est chef sculpteur durant les règnes d'Amenhotep III et Amenhotep IV.
Il est l'occupant de la tombe thébaine TT181. C'est dans le décor de cette tombe qu'a été découvert le portrait de la dame Tjepou exposé au Brooklyn Museum. Nebamon et sa mère Tjepou se tiennent devant un sanctuaire, où ils apportent une offrande pour la belle fête de la vallée en l'honneur de la divinité Amon.
Il a partagé la tombe avec un autre sculpteur nommé Ipouky, avec qui il a peut-être travaillé.